# خوسيه ليما
خوسيه ليما هو لاعب كرة قاعدة دومينيكاني، ولد في 30 سبتمبر 1972 في سانتياغو دي لوس كاباليروس في جمهورية الدومينيكان، وتوفي في 23 مايو 2010 في باسادينا في الولايات المتحدة بسبب نوبة قلبية.

## وصلات خارجية
- خوسيه ليما على موقع دوري كرة القاعدة الرئيسي (الإنجليزية)
- خوسيه ليما على موقع دوري كوريا الجنوبية لكرة القاعدة (الإنجليزية)
- خوسيه ليما على موقعبيزبول رفرنس.كوم (الدوري الرئيسي) (الإنجليزية)
- خوسيه ليما على موقعبيزبول رفرنس.كوم (الدوري الثانوي) (الإنجليزية)
- خوسيه ليما على موقع جمعية أبحاث البيسبول الأمريكية (الإنجليزية)
- خوسيه ليما على موقع إي إس بي إن.كوم (أم.أل.بي) (الإنجليزية)
- خوسيه ليما على موقع مشجعي الرسوم البيانية (الإنجليزية)